# Flavinha (política)

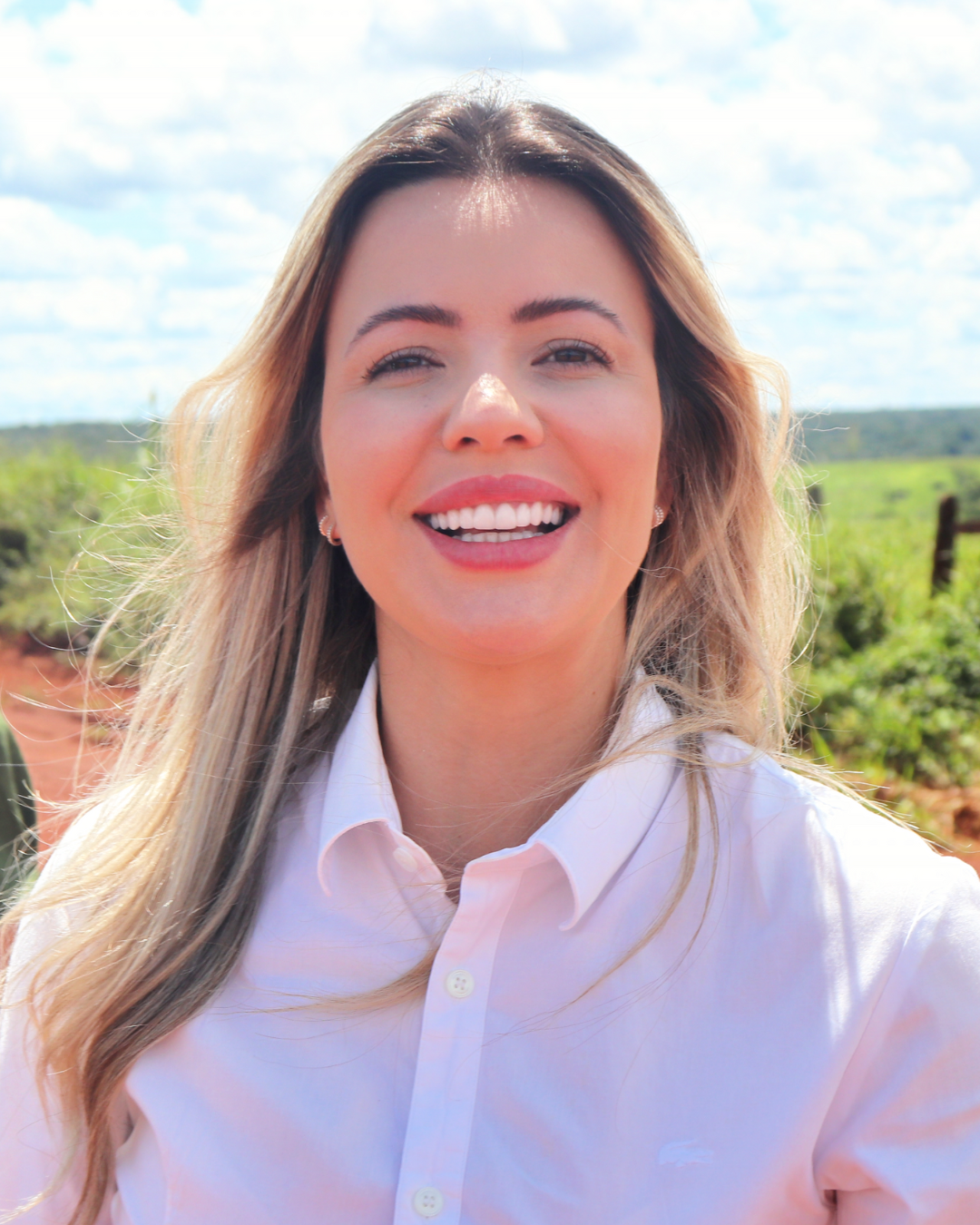
Flavinha em Guarantã do Norte - MT

Ana Flávia Rodrigues Ramiro (Colíder, 08 de novembro de 1990), mais conhecida como Flavinha, é uma advogada e política brasileira filiada ao Republicanos (REP), que exerceu mandato como deputada federal pelo MDB-MT entre 30 de Maio e 29 de Setembro de 2023.

## Carreira política
Em maio de 2020, realizou uma live solidária para arrecadar leite para doação para para a Secretaria de Assistência Social e a Associação dos Catadores de Materiais Recicláveis de Colíder – Acmar, a Casa da Sopa, a Casa Lar e a Fazenda Esperança. Conseguiu arrecadar 2.000 litros.
Em 2021, iniciou seu mandaro como vereadora de Colíder.
Em 17 de agosto de 2022, quando era candidata a Deputada Federal, se envolveu em confusão entre Jair Bolsonaro e o youtuber Wilker Leão, quando tentava gravar vídeo com Jair, do qual era aliada.
Em 2023, foi a primeira mulher a presidir a Câmara Municipal do município de Colíder (MT), e a primeira mulher do Norte de Mato Grosso a ser deputada federal, quando assumiu como terceira suplente de  Juarez Costa, depois que Carlos Bezerra e Valtenir Pereira se abstiveram de assumir o cargo.
Assume no dia 24 de janeiro de 2025, o cargo de Chefe de Assessoria Especial da Assessoria Especial de Assuntos Parlamentares e Federativos (AEAPF), estrutura vinculada ao Ministério da Agricultura e Pecuária. Sua nomeação está relacionada à função declarada de "atuar como elo entre o agronegócio e o Ministério da Agricultura e Pecuária", conforme divulgado em comunicado oficial.
No exercício do cargo, Flavinha coordena ações de interlocução entre o setor agropecuário, parlamentares e entidades federativas, com o objetivo de alinhar propostas técnicas e legislativas relacionadas ao setor. Sua atuação envolve a mediação de diálogos entre o governo federal, representantes do agronegócio e líderes parlamentares, setor reconhecido por seu peso na economia brasileira.

Entre suas atribuições, destacam-se a articulação de projetos legislativos e a gestão de parcerias federativas, com foco em políticas públicas voltadas ao desenvolvimento do setor agropecuário. O trabalho da AEAPF, sob sua gestão, prioriza a compatibilização de demandas produtivas com diretrizes socioambientais estabelecidas pelo Ministério.